# Ada Solomon
Ada Solomon (n. 3 iunie 1968, București) este o producătoare de film română.

## Educație
Ada Solomon a absolvit Liceul Ion Creangă din București. A fost studentă la Institutul de Construcții din București pe care l-a absolvit în 1991. 
În facultate frecventa Teatrul studențesc „Podul“. Solomon a participat la proiecte și evenimente organizate de Fundația Arte Vizuale coordonată de Vivi Drăgan Vasile, organizație pe care o consideră ca o "școala alternativă" care a contribuit la formarea cineaștilor din generația ei.

## Carieră
A început să lucreze ca agent de vânzări în anii 1990. Din 1993 s-a întreptat către companii media. A lucrat cu Cornel Nistorescu la trustul Expres și apoi la Domino Film.
Devine director de producție în 1995 cu filmul Asphalt tango de Nae Caranfil. A produs numeroase filme românești și a avut colaborări cu parteneri internaționali la proiecte precum Callas Forever (regia Franco Zeffirelli) sau Offset (regia Didi Danquart).
În 2004 a înființat HiFilm Productions. În memoria lui Cristian Nemescu și Andrei Toncu Ada Solomon fondează în 2006 Festivalului de Film NexT, devenind directoarea acestui festival.
În 2017 Ada Solomon devine primul producător român cu un film nominalizat la Oscar, prin filmul Toni Erdmann.

## Producătoare de film

### Scurtmetraje
- 2006 - Lampa cu căciulă — regia Radu Jude[8]
- 2006 - Prologen — regia Ștefan Constantinescu
- 2014 - O umbră de nor — regia Radu Jude

### Metraje medii
- 2006 - Marilena de la P7 — regia Cristian Nemescu[8]

### Lungmetraje
- 2007 - Război pe calea undelor — regie Alexandru Solomon
- 2009 - Cea mai fericită fată din lume — regie Radu Jude
- 2009 - Medalia de onoare — regie Călin Peter Netzer[9]
- 2011 - Din dragoste cu cele mai bune intenții — regia Adrian Sitaru[10]
- 2013 - Poziția copilului — regia Călin Peter Netzer
- 2015 - Aferim! — regia Radu Jude
- 2016 - Inimi cicatrizate — regia Radu Jude
- 2016 - Zielfahnder: Flucht in die Karpaten — regia Dominik Graf
- 2016 - Dublu — regia Catrinel Dănăiață[11]
- 2016 - Toni Erdmann — regia Maren Ade[12]
- 2017 - Marița
- 2021 - Babardeală cu bucluc sau porno balamuc — regia Radu Jude[12]
- 2022 - Om-Câine — regia Ștefan Constantinescu[13]

## Premii, recunoaștere
Pentru scurt metrajele Lampa cu căciulă (lansat în 2006, premiat la Galele Gopo 2007) și O umbră de nor (lansat în 2014, premiat la Galele Gopo 2015), ambele în scenariul și regia semnate de Radu Jude, producătoarea a fost recompensată cu premiul Gopo pentru cel mai bun film de scurt metraj.
Pentru lung metrajele Toată lumea din familia noastră (lansat în 2012, regia Radu Jude, premiat la Galele Gopo 2013), Poziția copilului (lansat în 2013, regia Călin Peter Netzer, premiat la Galele Gopo 2014) și Aferim! (lansat în 2015, regia Radu Jude, premiat la Galele Gopo 2016), producătoarea română a fost triplu recompensată cu premiul Gopo pentru cel mai bun film de lung metraj.
Ada Solomon este membră a Academiei Europene de Film și în 2023 a fost selectată de către The Hollywood reporter în lista celor mai influente 40 de femei din industria internațională de film (The 40 Most Influential Women in International Film).

## Viață personală
Este căsătorită cu operatorul de imagine, regizorul, scenaristul și producătorul de film Alexandru Solomon și au împreună doi copii.